# 范德比爾特一號
范德比尔特一号（One Vanderbilt），是一棟座落於紐約曼哈頓中城區的摩天大樓。由KPF建築事務所設計。范德比尔特一号共有93層樓，為辦公大樓，樓高397公尺；若含頂樓尖塔則為427公尺。這使它成為全紐約第四高樓，僅次於世界貿易中心一號、中央公園塔和西57街111號。
范德比尔特一号顶部有SUMMIT One玻璃观景平台，使用镜子贴满地板和天花板。

## 位置
范德比尔特一号位於曼哈頓中城，緊鄰於紐約中央車站，東北為大都會保險大廈。其所處的街區東由范德比尔特大道，西由麥迪遜大道，南北各由42街與43街所圍成。地基佔地4092.2平方公尺。